# Kalkofen (Hameln)
Der Kalkofen ist ein Naturschutzgebiet in der niedersächsischen Stadt Hameln.
Das Naturschutzgebiet mit dem Kennzeichen NSG HA 071 ist 3,5 Hektar groß. Es grenzt nach Süden und Westen an das Landschaftsschutzgebiet „Hamelner-Fischbecker Wälder und Randbereiche“. Das Gebiet steht seit dem 17. Mai 1984 unter Naturschutz. Zuständige untere Naturschutzbehörde ist die Stadt Hameln.
Das Naturschutzgebiet liegt im Osten von Hameln westlich des Ortsteils Rohrsen am Hang des Morgensterns innerhalb des Naturparks Weserbergland Schaumburg-Hameln. Das Naturschutzgebiet stellt einen ehemaligen Kalksteinbruch mit sonnenexponierten Steilwänden im westlichen Teil sowie Halbtrockenrasen und naturnahe Gebüsch- und Waldbereiche, welche schluchtenwaldähnlichen Charakter haben, im östlichen Teil unter Schutz. Der „Kalkofen“  ist ein Rückzugs- und Regenerationsraum für bedrohte Tier- und Pflanzenarten.